# Buckley (Galles)
Buckley  (in gallese: Bwcle) è una cittadina di circa 19.000 abitanti  del Galles nord-orientale, facente parte della contea di Flintshire e situata al confine con l'Inghilterra . È la seconda città più grande della contea.

## Geografia fisica

### Collocazione
Buckley si trova nella parte sud-orientale della contea di Flintshire), tra le cittadine di Mold e Shotton e Queensferry (rispettivamente ad est della prima e a sud-ovest delle seconde), a circa 15 km ad ovest della città inglese di Chester.

## Società

### Evoluzione demografica
Al censimento del 2011, Buckley contava una popolazione pari ad 19.639 abitanti.
La località ha conosciuto un incremento demografico rispetto al 2001, quando contava 18.268 abitanti e al 1991, quando ne contava 17.753.

## Monumenti e luoghi d'interesse

### Chiesa di San Matteo
Tra i principali edifici di Buckley, figura la Chiesa di San Matteo, risalente al 1821.

### Coronation Gardens
Altro luogo d'interesse sono i Coronation Gardens, giardini inaugurati nel 1953 per celebrare l'incoronazione della regina Elisabetta II.

## Amministrazione

### Gemellaggi
- Murata (Giappone) , dal 1989[6].